# Golden Globe 1967
La 24ª edizione della cerimonia di premiazione di Golden Globe si è tenuta il 15 febbraio 1967 al Cocoanut Grove dell'Ambassador Hotel di Los Angeles, California.
Corinna Tsopei è stata la Miss Golden Globe dell'edizione.

## Premi per il cinema
Vengono di seguito indicati in grassetto i vincitori. Ove ricorrente e disponibile, viene indicato il titolo in lingua italiana e quello in lingua originale tra parentesi.

### Miglior film drammatico
- Un uomo per tutte le stagioni (A Man for All Seasons), regia di Fred Zinnemann
- Chi ha paura di Virginia Woolf? (Who's Afraid of Virginia Woolf?), regia di Mike Nichols
- Nata libera (Born Free), regia di James Hill
- I professionisti (The Professionals), regia di Richard Brooks
- Quelli della San Pablo (The Sand Pebbles), regia di Robert Wise

### Miglior film commedia o musicale
- Arrivano i russi, arrivano i russi (The Russians Are Coming The Russians Are Coming), regia di Norman Jewison
- Buttati Bernardo! (You're a Big Boy Now), regia di Francis Ford Coppola
- Dolci vizi al foro (A Funny Thing Happened on the Way to the Forum), regia di Richard Lester
- Due assi nella manica (Not with My Wife, You Don't!), regia di Norman Panama
- Gambit (Grande furto al Semiramis) (Gambit), regia di Ronald Neame

### Miglior regista
- Fred Zinnemann - Un uomo per tutte le stagioni (A Man for All Seasons)
- Lewis Gilbert - Alfie (Alfie)
- Claude Lelouch - Un uomo una donna (Un homme et une femme)
- Mike Nichols - Chi ha paura di Virginia Woolf? (Who's Afraid of Virginia Woolf?)
- Robert Wise - Quelli della San Pablo (The Sand Pebbles)

### Miglior attore in un film drammatico
- Paul Scofield - Un uomo per tutte le stagioni (A Man for All Seasons)
- Richard Burton - Chi ha paura di Virginia Woolf? (Who's Afraid of Virginia Woolf?)
- Michael Caine - Alfie (Alfie)
- Steve McQueen - Quelli della San Pablo (The Sand Pebbles)
- Max von Sydow - Hawaii (Hawaii)

### Migliore attrice in un film drammatico
- Anouk Aimée - Un uomo una donna (Un homme et une femme)
- Ida Kamińska - Il negozio al corso (Obchod na korze)
- Virginia McKenna - Nata libera (Born Free)
- Elizabeth Taylor - Chi ha paura di Virginia Woolf? (Who's Afraid of Virginia Woolf?)
- Natalie Wood - Questa ragazza è di tutti (This Property Is Condemned)

### Miglior attore in un film commedia o musicale
- Alan Arkin - Arrivano i russi, arrivano i russi (The Russians Are Coming The Russians Are Coming)
- Alan Bates - Georgy, svegliati (Georgy Girl)
- Michael Caine - Gambit (Grande furto al Semiramis) (Gambit)
- Lionel Jeffries - La spia dal naso freddo (The Spy with a Cold Nose)
- Walter Matthau - Non per soldi... ma per denaro (The Fortune Cookie)

### Migliore attrice in un film commedia o musicale
- Lynn Redgrave - Georgy, svegliati (Georgy Girl)
- Jane Fonda - Tutti i mercoledì (Any Wednesday)
- Elizabeth Hartman - Buttati Bernardo! (You're a Big Boy Now)
- Shirley MacLaine - Gambit (Grande furto al Semiramis) (Gambit)
- Vanessa Redgrave - Morgan matto da legare (Morgan: A Suitable Case for Treatment)

### Miglior attore non protagonista
- Richard Attenborough - Quelli della San Pablo (The Sand Pebbles)
- Mako - Quelli della San Pablo (The Sand Pebbles)
- John Saxon - A sud-ovest di Sonora (The Appaloosa)
- George Segal - Chi ha paura di Virginia Woolf? (Who's Afraid of Virginia Woolf?)
- Robert Shaw - Un uomo per tutte le stagioni (A Man for All Seasons)

### Migliore attrice non protagonista
- Jocelyne Lagarde - Hawaii (Hawaii)
- Sandy Dennis - Chi ha paura di Virginia Woolf? (Who's Afraid of Virginia Woolf?)
- Vivien Merchant - Alfie (Alfie)
- Geraldine Page - Buttati Bernardo! (You're a Big Boy Now)
- Shelley Winters - Alfie (Alfie)

### Migliore attore debuttante
- James Farentino - Come utilizzare la garçonniere (The Pad and How to Use It)
- Alan Arkin - Arrivano i russi, arrivano i russi (The Russians Are Coming The Russians Are Coming)
- Alan Bates - Georgy, svegliati (Georgy Girl)
- John Phillip Law - Arrivano i russi, arrivano i russi (The Russians Are Coming The Russians Are Coming)
- Antonio Sabàto - Grand Prix (Grand Prix)

### Migliore attrice debuttante
- Camilla Sparv - Alle donne piace ladro (Dead Heat on a Merry-Go-Round)
- Candice Bergen - Quelli della San Pablo (The Sand Pebbles)
- Marie Gomez - I professionisti (The Professionals)
- Lynn Redgrave - Georgy, svegliati (Georgy Girl)
- Jessica Walter - Grand Prix (Grand Prix)

### Migliore sceneggiatura
- Robert Bolt - Un uomo per tutte le stagioni (A Man for All Seasons)
- Robert Anderson - Quelli della San Pablo (The Sand Pebbles)
- Ernest Lehman - Chi ha paura di Virginia Woolf? (Who's Afraid of Virginia Woolf?)
- Bill Naughton - Alfie (Alfie)
- William Rose - Arrivano i russi, arrivano i russi (The Russians Are Coming The Russians Are Coming)

### Migliore colonna sonora originale
- Elmer Bernstein - Hawaii (Hawaii)
- Jerry Goldsmith - Quelli della San Pablo (The Sand Pebbles)
- Maurice Jarre - Parigi brucia? (Paris brûle-t-il?)
- Francis Lai - Un uomo una donna (Un homme et une femme)
- Toshirô Mayuzumi - La Bibbia (The Bible: In the Beginning...)

### Migliore canzone originale
- Strangers in the Night, musica di Bert Kaempfert, testo di Charles Singleton e Eddie Snyder - M5 Codice Diamanti (A Man Could Get Killed)
- Alfie, musica di Burt Bacharach, testo di Hal David - Alfie (Alfie)
- Born Free, musica di John Barry, testo di Don Black - Nata libera (Born Free)
- Georgy Girl, musica di Tom Springfield, testo di Jim Dale - Georgy, svegliati (Georgy Girl)
- A Man and a Woman, musica di Francis Lai, testo di Pierre Barouh - Un uomo una donna (Un homme et une femme)

### Miglior film straniero in lingua inglese
- Alfie (Alfie), regia di Lewis Gilbert
- Blow-up, regia di Michelangelo Antonioni
- Georgy, svegliati (Georgy Girl), regia di Silvio Narizzano
- Morgan matto da legare (Morgan: A Suitable Case for Treatment), regia di Karel Reisz
- Romeo e Giulietta (Romeo and Juliet), regia di Paul Czinner
- La spia dal naso freddo (The Spy with a Cold Nose), regia di Daniel Petrie

### Miglior film straniero in lingua straniera
- Un uomo una donna (Un homme et une femme), regia di Claude Lelouch (Francia)
- Gli amori di una bionda (Lásky jedné plavovlásky), regia di Miloš Forman (Cecoslovacchia)
- Di sabato mai! (Pas question le samedi), regia di Alex Joffé (Francia/Italia/Israele)
- Gamlet (Gamlet ), regia di Grigori Kozintsev (URSS)
- Signore & signori, regia di Pietro Germi (Italia)

## Premi per la televisione
Vengono di seguito indicati in grassetto i vincitori. Ove ricorrente e disponibile, viene indicato il titolo in lingua italiana e quello in lingua originale tra parentesi.

### Miglior trasmissione televisiva
- Le spie (I Spy)
- Il fuggiasco (The Fugitive)
- I giorni di Brian (Run for Your Life)
- Organizzazione U.N.C.L.E. (Man from U.N.C.L.E.)
- Quella strana ragazza (That Girl)

### Miglior star televisiva maschile
- Dean Martin - The Dean Martin Show (The Dean Martin Show)
- Bill Cosby - Le spie (I Spy)
- Robert Culp - Le spie (I Spy)
- Ben Gazzara - I giorni di Brian (Run for Your Life)
- Ben Gazzara - The Rat Patrol (The Rat Patrol)

### Miglior star televisiva femminile
- Marlo Thomas - Quella strana ragazza (That Girl)
- Phyllis Diller - The Pruitts of Southampton (The Pruitts of Southampton)
- Barbara Eden - Strega per amore (I Dream of Jeannie)
- Elizabeth Montgomery - Vita da strega (Bewitched)
- Barbara Stanwyck - La grande vallata (The Big Valley)

## Premi onorari
- Golden Globe alla carriera: Charlton Heston
- Henrietta Award
  - Il migliore attore del mondo: Steve McQueen
  - La miglior attrice del mondo: Julie Andrews